# 美佳子@ぱよぱよ
『美佳子@ぱよぱよ』（みかこはぱよぱよ）は、声優の高橋美佳子がパーソナリティを務めるアニメイトタイムズ（旧・アニメイトTV）とYouTubeサイト内のインターネットラジオ番組。

## 概要
ギネスブックに載せるため、1000回配信を目指している。2010年4月には番組開始10年目へ突入し2020年4月には20年目も迎え、2021年2月には1000回配信を達成した。インターネットラジオとしては異例の長寿番組となっている。
アニメイトタイムズ（旧・アニメイトTV）にて、毎週木曜日（午後）更新。バックナンバーとして、最新回含めた直近4週分の視聴が可能となっていた。基本的に無料配信だが、公開録音の場合は音源のみの無料配信と、映像付きの有料配信の2つ配信がある（#公開録音を参照）。アニメイトTVからアニメイトタイムでの大幅リニューアルにより映像配信を無くし音声のみとなる。
キャッチフレーズは、「（パーソナリティ、スタッフ）5人が織り成す人間模様と美佳子の人脈だけに頼ったゲストブッキング、そして何の見返りもないのに頑張るメール職人（ぱよっこ）によって毎週いじられるトークバラエティ！！」
スポンサーはなく、後述のパート間にCMが入ることはない。
そのためキャッチフレーズ通り、ゲストには高橋出演作の関係者や先輩・後輩、友人が登場。トークや進行は、パーソナリティやスタッフの裁量で進み、比較的緩い雰囲気となっている。
2020年3月5日、第953回にて2021年2月の1000回配信にて番組の終了を発表した。4月2日に番組が20年目を迎えた。
2020年4月7日、国内での新型コロナウイルス感染症（COVID-19）での感染拡大防止と日本での非常事態宣言を2020年4月7日にて発令された事により、2020年4月16日配信から、リモート収録となり、予定されていた公開録音も全て延期・中止となった。その後、2020年9月10日配信にて、10月10日にオンライン公開録音での開催が告知されゲストに鈴村健一を迎えた。
2021年2月18日、アニメイトタイムズの配信最終回 第1000回配信日。以前の公録した回を特別回にて配信。番組エンディングにてYouTubeで継続する事が告知された。
2021年3月9日より配信場所をYouTubeサイトの「ぱよぱよチャンネル」にて第1001回の配信。以降、毎週火曜日に配信しているが、動画の編集体制や特番等で配信予定が異なる場合もある。
2021年6月1日、1013回にてアニメイトタイムズで配信予定していた井口裕香の公開録音が8月1日に開催する事になった。その前7月3日に洲崎綾での公開録音が実施される。井口裕香でのSP配信予定がアニメイトタイムズにて2021年8月19日となった。YouTube配信では公開録音の映像配信は無く、音声のみ配信をする。ゲスト・洲崎綾の配信回が7月13日(1019回)7月20日(1020回)の2回に分けて配信をした。
2021年10月、10月2日の公開録音に対し「美佳子＠ぱよぱよ公開録音 アーカイブ音声配信」名称にて有料の音声配信をする。視聴チケットにはパンフレットあり・なし、内容・収録前あいさつ、番組本編、収録合間・アフタートーク、プレゼント抽選会まで聞く事が出来る。番組本編以外は当アーカイブ配信での限定公開。また、この回で新型コロナ感染での規制緩和によって客層から声を出す事が再び出来るようになった。
2024年7月2日自身のYouTubeサイトの「ぱよぱよチャンネル」にて休止を発表。2025年2月22日配信復帰する。
2025年2月22日更新、2024年6月11日（1159回）更新以降、番組休止の告知（2024年7月2日）になった経緯が、2024年3月にレギュラーが終わり自身の中でラジオや誰かと何かをするのにも言葉が出て来ず心が苦しくなって来た。診断後鬱病であるのが分かり、ラジオや公開録音など多くを一時休止をし治療に専念していた。回復出来たのでこの配信につながったという。また番組の今後は、更新頻度も変更していく事や、公開録音が軸になりラジオ更新時期が不定期へとなる事が告知された。次回は2025年3月1日とゲスト（風間万裕子）は決まっている。

### 歴史
- 前身はラジオ大阪で放送された番組『美佳子のぱよぱよ』で、コーナーの多くを引き継いでいる。
- 番組開始当初は下ネタ中心のハードな内容だったが、パーソナリティ（高橋美佳子）の移籍（ミューラス→アイムエンタープライズ）に伴いソフトなバラエティ番組となった。
- 以前はビクターエンタテインメント・m-serveのコンテンツの1つであったが、第173回（2004年9月16日配信分）よりアニメイトTVから配信されている。なお配信元は変わっても、主要スタッフは変わっていない。
- BSデジタル放送のラジオチャンネル・BSJ471にて、ネット配信から1か月遅れ、隔週更新で放送されていた時期がある。
- （2013年2月28日配信）第600回、2月3日に渋谷O-Nestで行われた公開録音を配信する。ゲスト：鹿野優以　映像配信はなし
- （2017年2月2日配信） 第800回、1月14日に開催、町屋ムーブホールでの公開録音　ゲスト：杉田智和　映像配信と音声のみ
- （2018年11月7日配信）第888回、11月3日に開催、町屋ムーブホールでの公開録音　ゲスト：日高里菜　音声のみ
- （2019年2月7日配信）第900回、スタジオ収録　ゲスト：阿部敦
- （2020年1月30日）YouTube「ぱよぱよチャンネル」開設
- （2020年4月2日配信）第957回にて番組が20年目を迎えた。また、番組最終回への最後の1年
- （2020年9月10日配信）第979回、ゲストにシグマセブンのマネージャーで脇山孝之とアイムエンタープライズのマネージャーで影ピー。残り回数21回。
- （2020年11月26日配信）第990回、11月14日オンライン公開録音。ゲスト：小野大輔
- （2021年6月15日配信）第1015回、ゲスト・木内秀信、配信場所が変わって初めてのゲスト。
- （2025年2月22日配信）第1162回、番組休止の理由や今後のラジオ更新への変更や公開録音など変更点を告知。

### 公開録音
- 定期的（ほぼ毎月）に公開録音が行われている。
- 収録は首都圏所在のイベントホールで行われることが多く、特に町屋ムーブホール（東京都荒川区）で頻繁に行われている。
- 先述のとおり、配信時は「映像付きの」有料配信（視聴期間限定）も行われる。
- 公開録音への観覧参加は有料（ぱよまかせ公式サイトより申し込み。応募者多数の場合は抽選。空席がある場合は当日券が発売される事もある）。
- 公開録音時には会場内にて高橋手製のパンフレットが販売される（現在1部500円。在庫のあるバックナンバー分も購入可能）。

### その他
- パーソナリティの高橋美佳子は、基本的に「美佳子さん」「みったん」と呼ばれる。
- リスナーおよびメール投稿者は「ぱよっこ」と呼ばれる。また、特定個人はそれぞれの「ぱよネーム（ラジオネーム、ハンドルネーム）」で呼ばれる。
- ネタ職人が多く、前後の配信を視聴していないとわからないようなネタも多い。また何度も使われ、決まり文句となっているようなネタもある。そのため、リスナーから「あれはどのような意味だったのか？」といった質問メールがしばしば寄せられる。

## 番組構成 / コーナー
番組開始10周年目となる、2010年4月1日（第452回）より、パートの区切りなしの約60分間の通し配信になった。
内容的には、下記の内容とおおよそかわっていない。
2015年1月15日配信第696回より、約30分の配信となった。ゲストがある場合はパート１のあとすぐゲストコーナとなる。
なお公録については今まで通り凡そ60分の配信のままである。

番組は『パート1』、『パート2』、『パート3』から成る3部構成（およそ60分前後）は上記のとおり、通し配信になったが、実質変わっていない。

### パート1
パーソナリティ・高橋美佳子のひとりしゃべりをメインとしたパート。
クリック
お題の質問にパーソナリティが答えた後「クリック、クリック」と言うコーナー。
元々は地上波放送からインターネット配信に移行した際、リスナーが視聴のためにマウスをクリックできるよう練習する、という名目で始まった。
今日の三本柱
1つのお題に対して、出演者がそれぞれ回答。
おぱよりぱよ！
普通のお便り・メールのコーナー。

### パート2
ネタハガキの紹介をメインとしたパート。
名言ぱよ！
ラジオ内での名言を紹介するコーナー。このコーナーで紹介された名言が、目撃ぱよでネタに使われることもある。
新人ぱよ！
新規リスナーにぱよネーム（ペンネーム）を送るコーナー。ぱよネームはスタッフ全員が提案し、その中からリスナーは好きなものを採用する。
ぱよぱよ検事2
パーソナリティ扮する「みったん検事」のコーナー。『逆転検事2』が元ネタ。本名は高橋。
みったん弁護士とは義理の義理のいとこ。
目撃ぱよ！
パーソナリティの高橋美佳子（またはスタッフ、ゲストなど）を見かけたという形のネタメールコーナー。過去の配信を聴いていないとわからないネタが多い。
流行語大賞
年に1度行われる企画。番組内で飛び出た「名言（迷言）BEST10」をリスナーからの投票で決める。

### パート3
ゲストトークと美佳子の情報をメインとしたパート。
ゲストぱよ！
ゲストとのフリートーク。実質パート3はこのコーナーのみである。
公開録音を除き、基本的にパート3、パート1、パート2の順に収録。そのため、パート3の内容を受けたネタがパート1とパート2で使われることがある）。
エンディング
パーソナリティの近況や番組の情報を告知する。

### 過去のコーナー
ツンデレぱよ！
ツンツンデレデレした台詞を読むコーナー。番組リニューアルの際に提案されたコーナー3つのうちのひとつ。
ぱよぱよ方程式
ぱよぱよに隠された方程式を発見するコーナー。リニューアルの際に提案されたコーナーのひとつだがこれも没。
ぱよパワー
パーソナリティがリスナーに「ぱよパワー」を送るコーナー。ゲストトークの後にやっていた。コーナーは既に終わったが、現在でも「ぱよパワーをください」と言う内容のメールがある。
ぱよぱよ裁判
パーソナリティ扮する「みったん弁護士」がリスナーを裁くコーナー。『逆転裁判』が元ネタ。時折裁判官でもないのに判決を下してしまうこともあった。
なお、パーソナリティとみったん弁護士は別キャラクターである。
みったん占い師
パーソナリティ扮する「みったん占い師」がリスナーから寄せられた相談事を占うコーナー。時折相談事を他のスタッフに振ることも。
なお、パーソナリティと各占い師は別キャラクターである。

## 主題歌
使用曲全て、高橋美佳子による歌・作詞・作曲（作曲のみmikako名義）。 
オープニングテーマ
「Love mail」（第341回 - 第368回）
「SUMMER JUMP」（第369回 - ）
エンディングテーマ
「☆キラキラ☆」